# مديرية الحداء

تعديل مصدري - تعديل

مديرية الحداء هي إحدى مديريات محافظة ذمار في وسط اليمن.
وتنسب إلى: الحداء بن مراد بن مذحج بن ادد بن زيد بن هميسع بن عمرو بن عريب بن يشجب بن زيد بن كهلان بن سبأ بن يشجب بن يعرب بن قحطان بن هود عليه السلام
بلغ عدد سكانها 143100 نسمة عام 2004.

## فروعها
تنقسم إلى ثلاثة فروع هي: عبيدة، بنو زياد، بنو بخيت.